# スリランカの宗教音楽
『スリランカの宗教音楽』 (仏: Sri Lanka: Musiques Rituelles Et Religieuses) は、フランスのオコラ社が1982年5月に発表したコンピレーション・アルバム。

## 解説
収録曲の大半は1979年2月、スリランカで行われた民族音楽学的調査の際に録音された。

アナログ盤ではA面が1、2曲目。B面が3曲目以降となっている。

1、2曲目がヒンドゥー教音楽、3～6曲目が仏教音楽、7、8曲目がキリスト教音楽となっている。

日本盤CDは1992年7月22日にキングレコードより「世界民族音楽大集成28　スリランカの音楽」として発売され、その後、2001年12月29日に「世界宗教音楽ライブラリー37　スリランカの宗教音楽」として再発売された。

## 収録曲
全曲作者不明。
1. ケゴールのコーウィルにおけるシヴァ・リンガの儀礼 （第１部） - Rituel Çiva Linga Au Kovil De Kegalla (Partie Ⅰ) – 17:29
2. ケゴールのコーウィルにおけるシヴァ・リンガの儀礼 （第２部） - Rituel Çiva Linga Au Kovil De Kegalla (Partie Ⅱ) – 8:29
3. ナーゴッラ(ウクウェラ)のニグローダーラーマヤ寺院到着とシドゥハット・クマーラ・パヴィディヴェーマ(仏陀を讃える朗唱) - Arrivée Au Temple De Nigrodaramaya À (Ukuwela) Et Siduhat Kulmara Pävidiveema (Louanges À Bouddha) - （U.W.セタンガとその息子） – 3:32
4. セット・ピリット - Set Pirit: Karaneeya Metta Sutta - （アンバランゴダのアッガーラーマヤ寺院における僧侶たちによるピリット儀礼の歌） – 5:25
5. マハー・ピリット - Maha Pirita: Maha Mangala Sutta (Extrait) - （同上） – 5:08
6. ユガ・デーサナ - Yuga Desana: Dhammachakka Sutta (Extrait) - （同上） – 2:45
7. 受難劇パサムの歌 - Chant De Passion Pasam - （クレメント・フェルナンド他） – 5:34
8. カンタールの歌 - Chant Kantaru - （同上） – 2:18